# Продром (Кацулис)
Епи́скоп Про́дром (греч. Επίσκοπος Πρόδρομος, в миру Панайо́тис Кацу́лис греч. Παναγιώτης Κατσούλης; род. 16 февраля 1982, Спарта) — архиерей Александрийской православной церкви, епископ Тулиарский и Южно-Мадагаскарский (с 2019).

## Биография
Родился 16 февраля 1982 года в городе Спарте, Греция, где получил среднее образование.
С раннего возраста был связан духовно с монастырем святых бессребреников в Парноне, где был пострижен в монашество в ноябре 2005 года.
1 июля 2011 года митрополитом Монемвасийским и Спартским Евстафием (Спилиотисом) был рукоположен в сан иеродиакона, а 17 августа того же года — в сан иеромонаха. Окончил богословский институт Афинского университета.
В ноябре 2015 года отправился в Камерун где до 2018 года служил протосинкеллом Камерунской митрополии.
1 мая 2016 году, на Пасху, был возведён в сан архимандрита.
27 ноября 2017 года, во время очередного пастырского визита в Камерун, Патриарх Александрийский и всея Африки Феодор II назначил его настоятелем вновь созданного монастыря Панагии Миртидиотиссы в Яунде и совершил поставление протосинкелла Продрома (Кацулиса) в игумена скита.
26 ноября 2018 года решением Священного Синода Александрийской Православной Церкви был избран епископом Тулиары и Южного Мадагаскара.
13 января 2019 года в Каирском Никольском храме был хиротонисан во епископа Тулиарского. Хиротонию совершили: Патриарх Александрийский Феодор II, митрополит Спартанский Евстафий (Спилиотис), митропоолит Фокидский Феоктист (Клукинас), митрополит Аккрский Наркисс (Гаммох), митрополит Мемфисский Никодим (Приангелос), митрополит Мадагаскарский Игнатий (Сеннис), митрополит Ермопольский Николай (Антониу), митрополит Катангский Мелетий (Камилудис), епископ Вавилонский Феодор (Дридакис).